# Kama‘ehuakanaloa
Kama‘ehuakanaloa (früher bekannt als Lōʻihi) ist ein unterseeischer Vulkan 35 Kilometer südlich von Hawaii. Die Höhe vom Grund des Pazifischen Ozeans bis zum Gipfel beträgt ca. 3000 Meter, bis zur Meeresoberfläche fehlen noch 975 m.
In der Nähe des Gipfels von Kama‘ehuakanaloa befindet sich ein unterseeisches automatisches Observatorium, das bereits einen Ausbruch akustisch beobachtet hat. Ein Kupfer- und Glasfaserkabel verbindet das Observatorium mit der Gegenstation am Whittington Beach Park im Süden von Hawaii.

## Name
Der Name Lōʻihi wurde 1955 im Hinblick auf die langgestreckte Form des Vulkans eingeführt. Die Edith Kanakaʻole Foundation schlug eine Umbenennung vor, die einen Bezug zur kulturellen Tradition herstellen sollte. 2021 änderte der zuständige Ausschuss für geografische Namen in Hawaii den Namen in Kama‘ehuakanaloa.
Der Name bedeutet ein rötliches (Kind) des Kanaloa und besteht aus kamaʻehu (rötlich-braun) sowie dem Namen des Meeresgottes Kanaloa.

## Geologie
Der Kama‘ehuakanaloa ist ein Tiefseeberg oder unterseeischer Vulkan, der seinen Standort auf dem Hang des Mauna Loa, des größten Schildvulkans der Erde hat. Er ist der jüngste durch den Hotspot unter Hawaii gebildete Vulkan und gehört zum langgestreckten Imperator-Rücken. Die Entfernung zwischen dem Gipfel des älteren Mauna Loa und dem Gipfel des Kama‘ehuakanaloa beträgt circa 80 km und entspricht damit in etwa dem Durchmesser des hawaiischen Hotspots.
Der Kama‘ehuakanaloa besteht aus einem Gipfel mit drei Schachtkratern, einer 11 km langen Verwerfungszone, die sich vom Gipfel aus in Nord-Süd-Richtung erstreckt, sowie einer 19 km langen Verwerfungszone, die vom Gipfel aus nach Süd-Südost verläuft.
Die Schachtkrater tragen die Namen West-Krater (engl. ‚West Pit‘), Ost-Krater (engl. ‚East Pit‘) und Peles Krater (engl. ‚Pele’s Pit‘). Peles Krater ist der jüngste der drei und befindet sich im südlichen Bereich des Gipfels. Seine Wände sind 200 m hoch und entstanden im Juli 1996, als das Hydrothermalfeld Peles Schlot(e) (engl. ‚Pele's Vent(s)‘) – die Formation, die sich vorher an seiner Stelle befand – in sich zusammenbrach. Mit einer Stärke von 20 m sind die Wände von Peles Krater ungewöhnlich dick für einen hawaiischen Vulkan und lassen vermuten, dass die Krater sich in der Vergangenheit mehrfach mit Lava gefüllt haben.

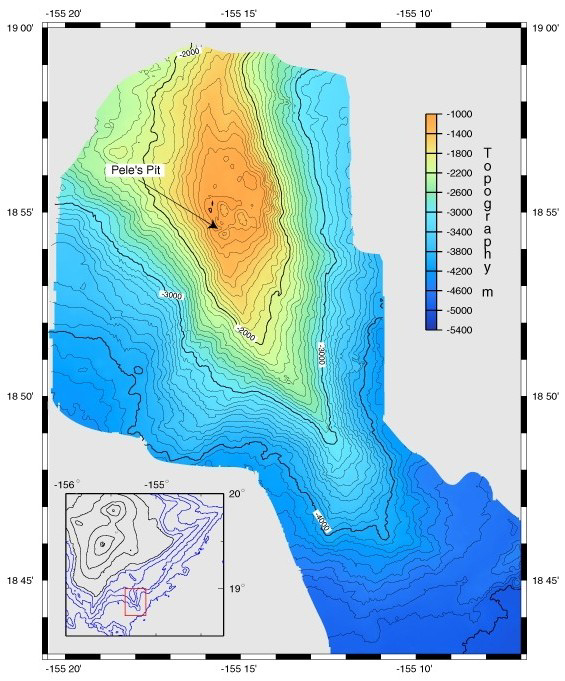
Bathymetrische Karte des Kama‘ehuakanaloa (der Pfeil zeigt auf Peles Krater).

Die von Norden nach Süden verlaufenden Verwerfungszonen des Kama‘ehuakanaloa verleihen dem Vulkan die charakteristische, langgestreckte Form, von der sich sein früherer Name Lōʻihi (hawaiisch: ‚lang‘) ableitet. Die nördliche Verwerfungszone besteht aus einem längeren westlichen Teil und einem kürzeren östlichen Teil. Untersuchungen haben ergeben, dass sowohl die nördliche als auch die südliche Verwerfung keine Sedimentdecke aufweisen. Das spricht dafür, dass es in jüngerer Vergangenheit dort vulkanische Aktivität gab. Eine Ausbuchtung im Westteil der nördlichen Verwerfungszone weist drei 60 bis 80 m hohe, kegelförmige Erhebungen auf.
Bis 1970 hielt man den Kama‘ehuakanaloa für einen inaktiven Vulkan, der durch die Ozeanbodenspreizung an seinen aktuellen Standort gelangt war. Der Meeresboden unter Hawaii hat ein Alter von 80 bis 100 Millionen Jahren und entstand am Ostpazifischen Rücken, einer Divergenzzone, an der sich durch das Auseinanderdriften tektonischer Platten und aus dem Erdmantel aufsteigendes Magma neuer Meeresboden bildet. Diese neu gebildete Erdkruste bewegt sich langsam von der Divergenzzone weg. Der Meeresboden unter Hawaii wanderte so über einen Zeitraum von 80 bis 100 Millionen Jahren vom Ostpazifischen Rücken aus 6000 km nach Westen und bewegte die alten Tiefseeberge dabei mit sich. Als Wissenschaftler 1970 eine Reihe von Erdbeben auf Hawaii untersuchten, stellten sie jedoch fest, dass es sich beim Kama‘ehuakanaloa um einen aktiven Vulkan des Imperator-Rückens handelt. Die Altersstruktur der Krater auf seinem Gipfel bestätigt, dass der Kama‘ehuakanaloa sich aufgrund vulkanischer Aktivität langsam nach Osten bewegt und von seinem Entstehungsort über dem hawaiischen Hotspot entfernt.

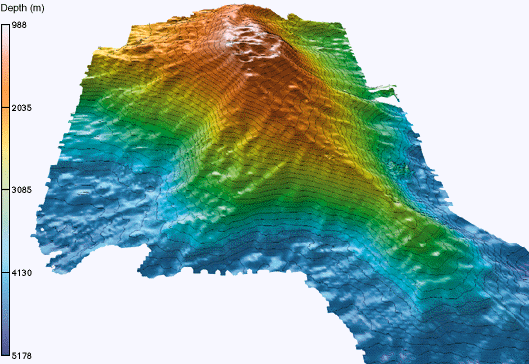
3D-Karte des Tiefseebergs

Vom Meeresboden aus gemessen hat der Kama‘ehuakanaloa eine Höhe von mehr als 3000 m, aber sein Gipfel befindet sich noch 975 m unterhalb der Wasseroberfläche. Der Kama‘ehuakanaloa hat eine Hangneigung von etwa fünf Grad. Sein nördlicher Fuß beginnt etwa 1900 m unter dem Meeresspiegel auf dem Hang des Mauna Loa, während die Südseite auf dem Meeresboden aufsitzt und mit 4755 m unter dem Meeresspiegel wesentlich tiefer liegt. Von der Nordseite aus gemessen befindet sich sein Gipfel daher 931 m über dem Meeresboden, aber von der Südseite aus gemessen erreicht der Vulkan eine Höhe 3786 m über den Meeresboden.
Der Kama‘ehuakanaloa folgt dem für hawaiische Vulkane typischen Entwicklungsschema. Geochemische Analysen seiner Lava zeigen, dass der Kama‘ehuakanaloa sich derzeit in der Übergangsphase vom Prä-Schildstadium zum Schildvulkan befindet und liefert uns wertvolle Hinweise über die frühe Entwicklung hawaiischer Vulkane. Im Prä-Schildstadium haben diese Vulkane steilere Hänge, ein niedriges Aktivitätsniveau und fördern alkalische Basaltlava.  Durch weitere vulkanische Aktivität wird der Kama‘ehuakanaloa irgendwann eine Insel bilden. Das Wachstum des Vulkans hat zu einer Destabilisierung seiner Seitenhänge geführt. Darum kommt es häufig zu Erdrutschen und ein Großteil des steilen Südosthangs ist von Geröll bedeckt. Ähnliche Ablagerungen an anderen hawaiischen Vulkanen zeigen, dass solches Geröll aus Erdrutschen typisch für die frühe Entwicklung eines hawaiischen Vulkans ist.  Es wird damit gerechnet, dass der Kama‘ehuakanaloa sich in 10.000 bis 100.000 Jahren über den Meeresspiegel erheben wird.

## Alter und Wachstum
Mithilfe der radiometrischen Datierung wurde das Alter von Gesteinsproben aus dem Kama‘ehuakanaloa bestimmt. Das Hawaiische Zentrum für Vulkanologie [engl. Hawaii Center for Volcanology] untersuchte Gesteinsproben, die bei verschiedenen Expeditionen gesammelt wurden. Von besonderer Bedeutung ist dabei die 1978 durchgeführte Expedition, aus der 17 mit einem Schleppbagger genommene Proben stammen. Die meisten der Proben erwiesen sich als alt: das älteste Gestein wird auf circa 300.000 Jahre datiert. Nach den seismischen Aktivitäten 1996 wurden auch einige junge Brekzien gesammelt. Auf Grundlage der Gesteinsproben schätzen Wissenschaftler das Alter des Kama‘ehuakanaloa auf etwa 400.000 Jahre. Einige Proben von der aktiven Ostseite des Vulkans wurden auf 4.000 bis 21.000 Jahre datiert, wobei diese Daten aber als nicht zuverlässig gelten. Am Fuß des Vulkans bildet sich durchschnittlich 3,5 mm neues Gestein pro Jahr und in Gipfelnähe 7,8 mm pro Jahr. Wenn das Datenmodell von anderen Vulkanen, wie dem Kilauea auf den Kama‘ehuakanaloa übertragbar ist, kann davon ausgegangen werden, dass sich 40 % der vulkanischen Masse während der letzten 100.000 Jahre gebildet hat. Geht man von einem linearen Wachstum aus, hätte der Kama‘ehuakanaloa ein Alter von 250.000 Jahren. Da jedoch die Aktivität des Kama‘ehuakanaloa im Zeitverlauf zugenommen hat, wie es für Hotspot-Vulkane typisch ist, dauert es mindestens 400.000 Jahre, bis ein Vulkan dieser Art die Masse des Kama‘ehuakanaloa erreicht. Die hawaiischen Vulkane bewegen sich mit einer Geschwindigkeit von circa 10 cm pro Jahr Richtung Nordwesten. Das bedeutet, dass der Kama‘ehuakanaloa sich bei seinem ersten Ausbruch 40 km südöstlich seines heutigen Standorts befand.